# Shaban Hadëri
Shaban Hadëri (Palavli, Sarandë, 28 de marzo de 1928 – 14 de enero de 2010) fue un escultor albanés.

## Datos biográficos
Shaban Hadëri nace en el pequeño pueblo de Palavli. Realiza sus estudios primarios en Kopaçes. Tras la invasión italiana de Albania, la familia se traslada a Delvina.
En 1944 ingresa con 16 años en el ejército. Es mensajero de la 14.ª Brigada extranjera (Brigadën e 14-të Sulmuese).
Se traslada a Tirana después de la guerra, allí es alumno de Nexhmedin Zani en la escuela técnica y posteriormente estudia escultura en el Liceo de Artes Jordan Misja (1946-50). Fue alumno de Odhise Paskali.
Es alumno en la Academia de Bellas Artes de Leningrado (1953-58). En este período realiza la obra los tres héroes, que posteriormente será trasladada a Moscú.
Más tarde enseñó durante dos años en el Liceo y tras inaugurarse el Instituto Superior de Arte de Tirana, es allí profesor de escultura monumental.
Hadëri se estableció pronto como escultor, dentro del estilo denominado realismo socialista.
Especializado en composiciones de figuras, de estilo  dramático y narrativo, como se puede apreciar en la obra Amigos.
Inspirado principalmente por los acontecimientos de la Segunda Guerra Mundial, plasmó el heroísmo de los partisanos en algunos monumentos simbólicos, como el de los 5 Héroes de Vig en Shkodër.
Las figuras reproducidas en las esculturas de Hadëri están cargadas de  movimiento y gestualidad, produciendo una deformación en el detalle con el fin de aumentar la tensión psicológica.
Cuando se trata de esculturas de figuras históricas individuales, como la de Isa Boletini realizada en bronce (1986, Shkodër), Hadëri modela las formas en un estilo más naturalista.
Colaboró con Kristaq Rama y Muntaz Dhrami en numerosas esculturas monumentales erigidas en varias ciudades de Albania. Entre otras las 5 estatuas de Enver Hoxha que fueron derribadas en el paso a la democracia.
Después de 1990, el artista tenía una parálisis parcial, pero continuó trabajando en pequeños formatos y con la pintura y se dedicó principalmente a su pasión, la pintura, retratando la naturaleza tranquila, paisajes, etc. El fondo GKA, de Tirana, salvó 27 obras del autor, principalmente retratos, composiciones (en madera, yeso, bronce). 
Falleció el 14 de enero de 2010.

## Obras
Shaban Hadëri trabajó en diferentes monumentos, en solitario y colaborando con otros escultores. Entre otros proyectos trabajó en los siguientes:
- Los tres héroes (1958, Moscú)
- Amigos (cemento, 1958; Tirana).
- Monumento a los cinco héroes nacionales, (bronce, 1984, Shkodra). 42°3′14″N 19°31′55″E / 42.05389, 19.53194
- Isa Boletini (bronce, de 4,8 m, 1986; Shkodër)
- Monumento de la madre Albania, (piedra, cementerio de los mártires, Tirana); realizado junto a Kristaq Rama, Muntaz Dhrami, y Hamza Halili, 41°18′31″N 19°50′24″E / 41.30861, 19.84000
- Monumento a la Independencia  en Vlorë (1970, Vlorë); realizado junto a Kristaq Rama y Muntaz Dhrami